# Karl Adolfowitsch Krug

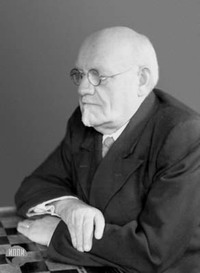
Karl Adolfowitsch Krug

Karl Adolfowitsch Krug (russisch Карл Адольфович Круг) (* 24. Junijul. / 6. Juli 1873greg. in Nemirow, heute Ukraine; † 24. April 1952 in Moskau) war ein russischer Elektrotechniker deutsch-baltischer Herkunft.

Gedenktafel

## Leben und Wirken
Seine Eltern waren der Agronom Adolf Karlowitsch Krug (1824–1877) aus Deutschland und die Lehrerin Leonia Fjodorowna Krug (1848–1937) deutsch-baltischer Herkunft. Als der Vater früh gestorben war, zog seine Mutter mit den drei Kindern in den deutschen Bezirk von Moskau, in dem Krug sein ganzes Leben verbrachte.
Er besuchte die Grundschule und das vierte Klassische Gymnasium. Da die finanziellen Verhältnisse der Familie immer knapp waren, gab er ab der sechsten Klasse selbst zuhause Privatunterricht. Perfekte Selbstorganisation wurde sein charakteristischstes Merkmal. Er hatte gute Lehrer, die Mathematik und Physik auf hohem Niveau unterrichteten. Besonders interessant waren Erkenntnisse über Elektrizität und Magnetismus – absolut neue Themen damals.
Daneben schenkte er dem Sport und Moskauer Theatern, die immer zahlreicher und beliebter wurden, viel Aufmerksamkeit. Er wurde ein guter Skiläufer, Eiskunstläufer und Bergsteiger. 1920 erhielt er den Motorrad-Führerschein.
Als er 1892 die Schule beendete, empfahl man ihm eine mathematische Weiterbildung. Er entschied sich jedoch für die Ingenieurlaufbahn und ging zur Moskauer Kaiserlichen Technischen Lehranstalt (später Baumann-Lehranstalt, MHTS bzw. MWTU).
Während des Studiums setzte er seinen Privatunterricht fort und arbeitete als Dreher bei einem Moskauer Waggonbaubetrieb. Er belegte Extravorlesungen in Physik und arbeitete mit einigen Elektro-Firmen an Dokumentarfilmen über Beleuchtungsschaltungen. Da es „Elektrotechnik“ als eigenes Fach noch nicht gab und die Spezialisten aus dem Ausland den wachsenden Anforderungen nicht nachkommen konnten, verabschiedete das Bildungsministerium ein Programm, nach dem mehrere Studenten an europäischen Universitäten gesandt wurden. Krug wurde 1898 als Jahrgangsbester für zwei Jahre nach Deutschland gesandt.
Das erste Jahr verbrachte er an der Technischen Hochschule Darmstadt bei Professor Erasmus Kittler, der seit 1883 den ersten Studiengang Elektrotechnik aufbaute, und wo auch Michail Doliwo-Dobrowolski 15 Jahre zuvor studiert hatte. Nachdem er dort sein Diplom als Elektroingenieur erworben hatte, ging er an die Technische Hochschule Berlin-Charlottenburg. Er arbeitete auch fünf Monate bei der elektromechanischen Firma Union-Elektricitäts-Gesellschaft.
Bei seiner Rückkehr ans MHTS begann er Physik zu unterrichten und engagierte sich für die Einrichtung des Studienfachs Elektrotechnik. Der Anfang war jedoch schwer ohne Erfahrung und ohne Ausrüstung. Die größte Unterstützung erhielt er von der Moskauer Polytechnischen Gesellschaft, die Kontakte zu den führenden Wissenschaftlern herstellte. Den Durchbruch brachte die erste Russische Revolution von 1905. Danach wurde den Universitäten Autonomie gewährt und er konnte sein Studienfach einrichten. Er entwarf selbst sein Lehrmaterial, eine allgemeine Theorie der Elektrotechnik, in die er zahlreiche neue mathematische Methoden aufnahm, und veröffentlichte ab 1906 seine Grundlagen der Elektrotechnik, die bis in die 1980er Jahre neu aufgelegt wurden. Wiktor Kulebakin war einer seiner Schüler.
1911 war er erneut in Darmstadt, wo er seine Dissertation vorlegte und den Titel Doktor-Ingenieur erwarb. Eine Reihe seiner Forschungen wurde in deutschen wissenschaftlichen Zeitschriften veröffentlicht und 1913 bei Springer als Buch herausgebracht.
Neben der Lehre war er verantwortlich für die Elektroabteilung der Moskauer Brennstoff-Verwaltung (später Kommission für Energie-Ressourcen). Ab 1911 untersuchte er das Problem der Elektrifizierung in 14 administrativen Bezirken des Zentralen Industriegebietes von Russland. 1918 gab er die Monografie Elektrifizierung des Zentralen Industriegebietes heraus.
Während des Russischen Bürgerkriegs gründete er mit Karl Kirsch das Komitee für Wärme um der Brennstoffkrise zu begegnen. In der Zeit wurde er zum Dekan der Fakultät Elektrotechnik an der MHTS ernannt.
1920 entstand der Plan zur Elektrifizierung Russlands (GOELRO-Plan). Auf Empfehlung des Projektleiters, Gleb Krschischanowski, machte Lenin Krug zum führenden wissenschaftlichen Experten des Projektes. Von 1921 bis 1930 war er Mitglied der Staatlichen Plankommission. Es entstanden Elektrotechnik-Fakultäten in verschiedenen Städten. Qualifizierte Lehrer wurden aber nur am Polytechnischen Institut in Leningrad und am überlasteten MHTS ausgebildet. An keinem der Ausbildungsinstitute war eine wissenschaftliche Forschung möglich.
Am 5. Oktober 1921 wurde Krug zum Direktor des neugegründeten Staatlichen Experimentellen Elektrotechnischen Instituts (ab 1927 Elektrotechnisches Allunions-Institut) ernannt. Auf Veranlassung Lenins erhielt er im Dezember 100.000 Goldrubel, mit denen er bis zum Frühjahr in Deutschland die notwendige Ausrüstung einkaufte. Kurz darauf fand er zwei akzeptable Gebäude. Für sein Institut forderte er die besten Spezialisten: Michail Wassiljewitsch Schuleikin (1884–1939; Antennen), K.I. Schenfer (Experte für Elektromotoren), A.N. Larionow (Elektrotechnik). Als seinen Stellvertreter lud Krug Pawel Florenski ein, dem seine religiöse Tätigkeit seit dem Bürgerkrieg verboten war, und der hier am Institut noch zehn Jahre bis zu seiner Verhaftung arbeitete. 1928 betreute er die Diplomarbeit des MHTS-Studenten Sergei Lebedew, den er nach dessen Graduierung zum Dozenten am MHTS und wissenschaftlicher Mitarbeiter am AIEE machte, wo ihm bald die Professur vergeben wurde. Die Forschung zu Energieübertragungsnetzen erforderte eine Unmenge von Berechnungen, und so hatte Lebedew die Idee einer Rechenmaschine. Bald kam auch Isaak Bruk hinzu.
Krug ging mit jüngeren Kollegen 1925 und 1928 nochmal mit 50.000 bzw. 300.000 Goldrubel nach Deutschland um die neuen Erkenntnisse in den deutschen und niederländischen Wissenschaftszentren zu studieren. Er begann eine explosive industrielle Entwicklung und das Institut wurde ständig ausgebaut, bis es eine „wissenschaftliche Stadt“ innerhalb der Stadt war.
1933 wurde Krug als korrespondierendes Mitglied in die Akademie der Wissenschaften der UdSSR gewählt.
Ab 1931 bildete Krug aus einer Abspaltung der MHTS das Moskauer Institut für Elektroenergietechnik und begann dort 1937 mit Vorlesungen.
Sein Nachfolger wurde Konstantin Poliwanow.